# Scelio aegyptiacus
Scelio aegyptiacus är en stekelart som beskrevs av Hermann Priesner 1951. Scelio aegyptiacus ingår i släktet Scelio och familjen Scelionidae. Inga underarter finns listade i Catalogue of Life.